# Liste von Kunstkritikerinnen feministischer Kunst
Die Liste von Kunstkritikerinnen feministischer Kunst verzeichnet Kunstkritikerinnen, die aus weiblicher Sicht Feministische Kunst kunstwissenschaftlich untersuchen und publizistisch begleiten. Sie sind vorwiegend der zweiten und dritten Welle des Feminismus zuzuordnen. Die Liste ist nicht auf Vollständigkeit angelegt.

## B
- Pennina Barnett[2]
- Judith Barry[3] (* 1949 oder 1954), US-amerikanische Installationskünstlerin
- Rosemary Betterton
- Lisa E. Bloom
- Brigitte Borchhardt-Birbaumer
- Frances Borzello[2]
- Norma Broude (* 1941), US-amerikanische Pionierin des Feminismus

## C
- Whitney Chadwick[3]

## D
- Pen Dalton[2]
- Katy Deepwell[2]
- Debbie Duffin[2]
- Carol Duncan[3]

## E
- Lee R. Edwards[4]

## F
- Mathilde Ferrer[5]
- Sandy Flitterman-Lewis[3]
- Joanna Frueh[3]

## G
- Mary Garrard
- Shrifra Goldman[3]

## H
- Paula Harper
- Elizabeth Hess[6]
- Maryse Holder[3]

## I
- Kornelia Imesch[5]

## J
- Carol Jacobsen[1]
- Margarethe Jochimsen (1931–2016), deutsche Kuratorin, Kunstkritikerin und Museumsdirektorin
- Jennifer John[5]

## L
- Cassandra L. Langer[3]
- Teresa de Lauretis[3] (* 1938), italienisch-amerikanische Literaturwissenschaftlerin
- Lucy R. Lippard (* 1937), US-amerikanische Schriftstellerin, Kunsttheoretikerin und Kuratorin

## M
- Elizabeth A. MacGregor[2]
- Patricia Mathews[1]
- Marsha Meskimmon
- Daniela Mondini[5]

## N
- Linda Nochlin[1] (1931–2017), amerikanische Kunsthistorikerin

## O
- Gloria Feman Orenstein[3]

## P
- Rozsika Parker[7]

## R
- Arlene Raven[3] (1944–2006), US-amerikanische Kunsthistorikerin, Autorin, Kunstkritikerin, Kuratorin und Lehrerin
- Amy Richards (* 1970), US-amerikanische Publizistin, Fundraising-Beraterin und Frauenrechtlerin
- Moira Roth[3] (1933–2021), US-amerikanische Kunsthistorikerin und Kunstkritikerin

## S
- Lowery Stokes Sims[3]
- Kristine Stiles (* 1947), US-amerikanische Kunsthistorikerin, Künstlerin und Professorin für Kunst und Kunstgeschichte

## T
- Gilane Tawadros[2]

## V
- Lise Vogel[3], bekannt für: Marxism and the Oppression of Women

## W
- Val A. Walsh[2]
- Josephine Withers[1]
- Janet Wolff[2]
- Ann-Sargent Wooster[6]